# Stazione di Altare
La stazione di Altare è una stazione ferroviaria posta lungo la linea Torino-Savona, tratta di valico via Altare; che serve la località di Altare.

## Storia
La stazione venne attivata nel 1923 all'apertura della tratta ferroviaria San Giuseppe di Cairo-Altare, completata fino a Savona soltanto nel 1954.

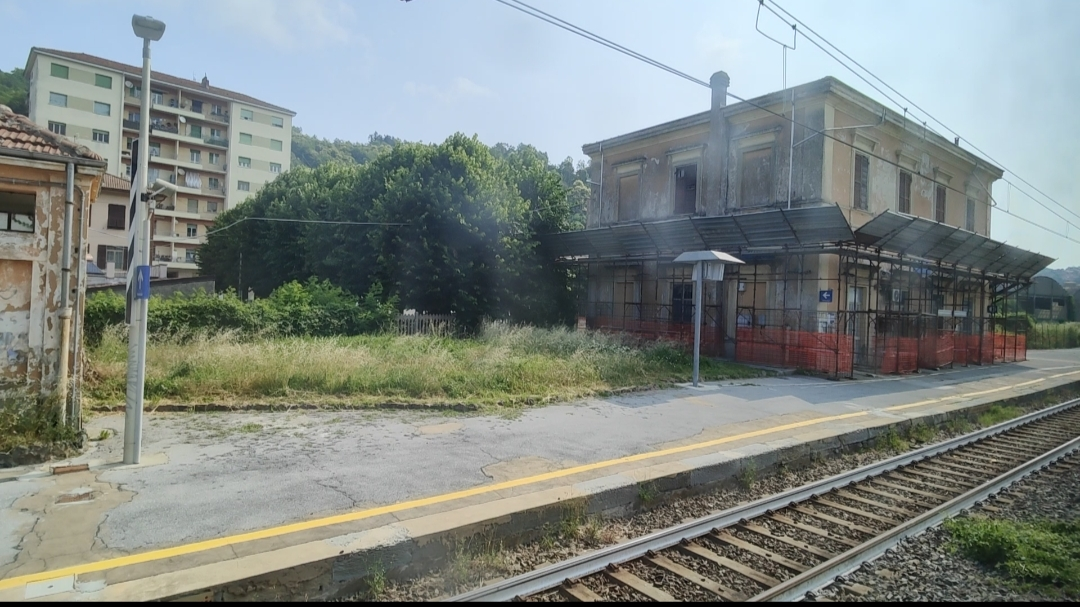
Stazione di Altare, piano del ferro

La stazione di Ferrania ha perso importanza a causa della chiusura dello stabilimento della 3M Ferrania, per cui la stazione è stata trasformata in fermata nel 2012.

## Strutture e impianti
Essa è costituita dal primo binario di corretto tracciato e da un secondo binario, denominato 2, utilizzato per eventuali incroci tra treni, essendo la tratta organizzata ad unico binario e percorsa dai treni in entrambe le direzioni da Savona ad Alessandria. È presente anche un piccolo scalo merci, utilizzato sino agli anni novanta per servire le vicine industrie del vetro. Con l'eliminazione della stazione di Maschio, va notato che tra San Giuseppe di Cairo e Savona si è creata una sezione di blocco lunga quasi 18 chilometri, che impedisce a più treni di susseguirsi a distanza di poco tempo.
Tuttavia è presente l'altra tratta di valico via Ferrania, che  viene impiegata per i treni da  Torino a Savona e viceversa.